# Can Boada del Pi
|  | Per a altres significats, vegeu «masia de Can Boada del Pi». |

Can Boada del Pi és un barri de Terrassa a la part occidental del districte 5 o del Nord-oest, situat al marge dret del transvasament de la Riera del Palau. Té una superfície de 0,67 km² i una població de 1.497 habitants el 2021.

## Situació
Està limitat al sud per la ronda de Ponent i a l'oest pel camí de Can Gonteres. Els límits nord (amb el pla de Merà i el camí de Can Boada) i est (amb la barriada del Poble Nou) són imprecisos.
El sector occidental del barri (fins a l'avinguda de Can Boada) pertany a la parròquia de la Sagrada Família de Ca n'Aurell, mentre que l'oriental depèn de la parròquia de la Santa Creu del barri de Sant Pere, si bé hi ha un centre de culte (Santa Maria de Natzaret) a l'altra banda de la riera, al sector antic de Can Boada. La festa major és el segon diumenge de setembre.
Hi tenen la seu dos instituts d'ensenyament secundari, l'Institut Nicolau Copèrnic, vora la ronda de Ponent, i l'Institut Torre del Palau, més al nord, al camí de Can Boada, tocant al Poble Nou.

## Història
La barriada de Can Boada, que va néixer en terrenys pertanyents al mas de Can Boada del Pi, ha crescut i s'ha desenvolupat en diverses fases. Precisament el sector més nou va quedar segregat del nucli antic arran de la construcció del transvasament de la riera del Palau després dels aiguats del 1962, que va deixar aïllada la zona nord, amb els masos de Can Boada i Can Marcet i l'ermita i algunes cases d'auto-construcció. El nucli principal dels anomenats pisos de Can Boada no es va començar a construir fins al 1973 i, sobretot, el 1977.
La denominació actual del barri, Can Boada del Pi, sorgeix quan es produeix la segregació administrativa de Can Boada (1984) en dos sectors, a banda i banda del transvasament, que va partir definitivament el barri; el sector sud, la part antiga, prendrà el nom de Nucli Antic, mentre que el sector nord s'anomenarà des de llavors Can Boada del Pi, igual que el mas que va donar nom inicialment al barri.
La construcció del pont sobre el transvasament ha fet possible de nou la comunicació entre les dues parts de Can Boada. Això i la creació dels dos instituts d'ensenyament mitjà ha revitalitzat ostensiblement el barri.

## Llocs d'interès
Al sector format entorn de la cruïlla de l'avinguda de Can Boada i el camí de Can Boada es troba el conjunt arquitectònic més interessant del barri:
- El mas de Can Boada del Pi, originàriament del segle xv, molt modificat.
- El mas de Can Marcet, del començament del segle xx, obra de l'arquitecte Lluís Muncunill.
- L'ermita del Sagrat Cor, també de l'inici del segle passat, curiosa mostra d'art modernista de Josep Maria Coll i Bacardí.[6]

## Galeria d'imatges

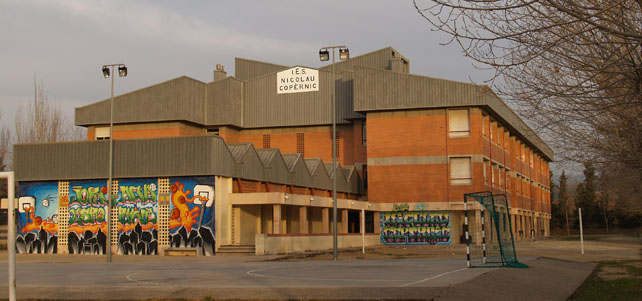
Edifici de l'Institut Nicolau Copèrnic
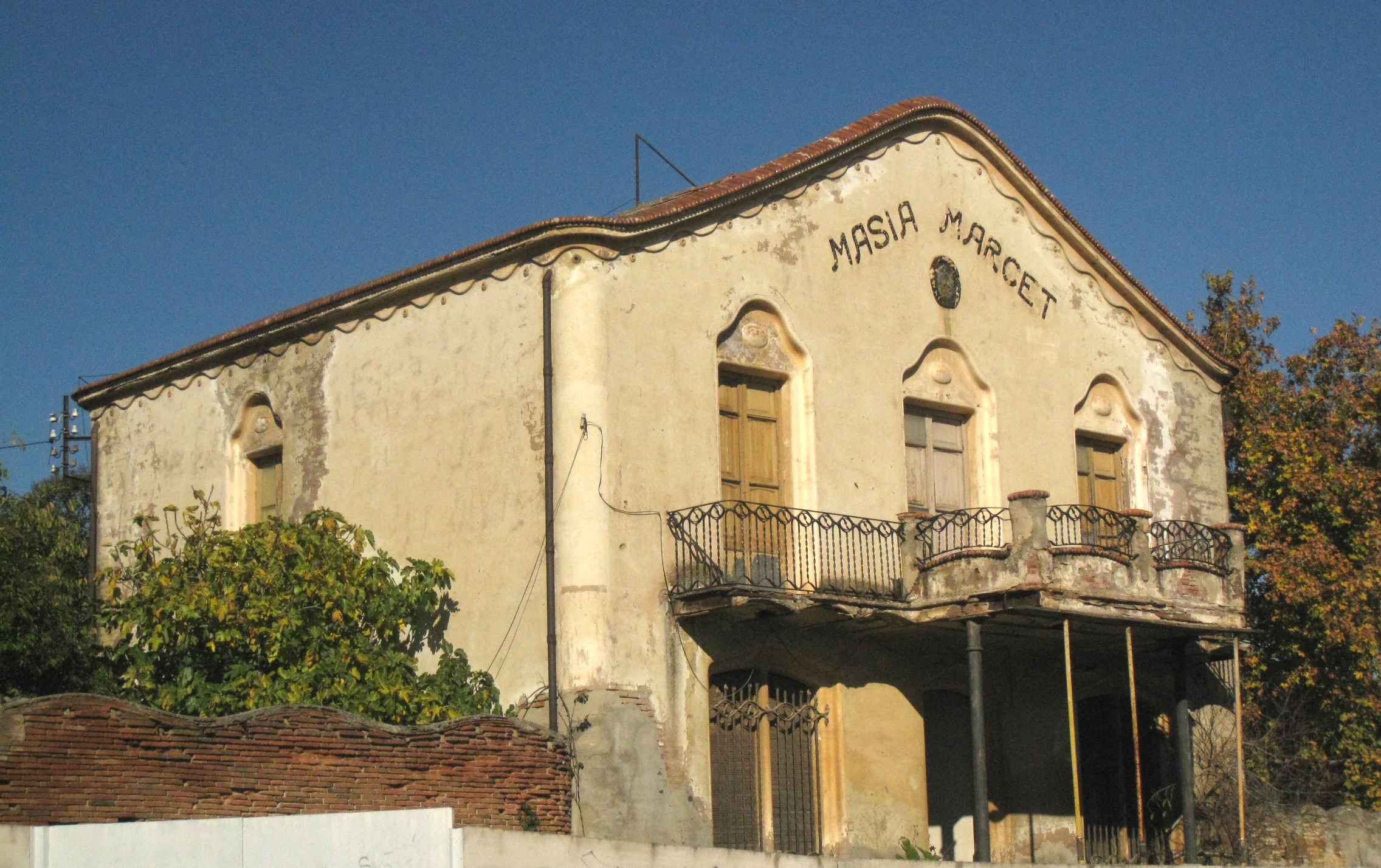
Mas de Can Marcet
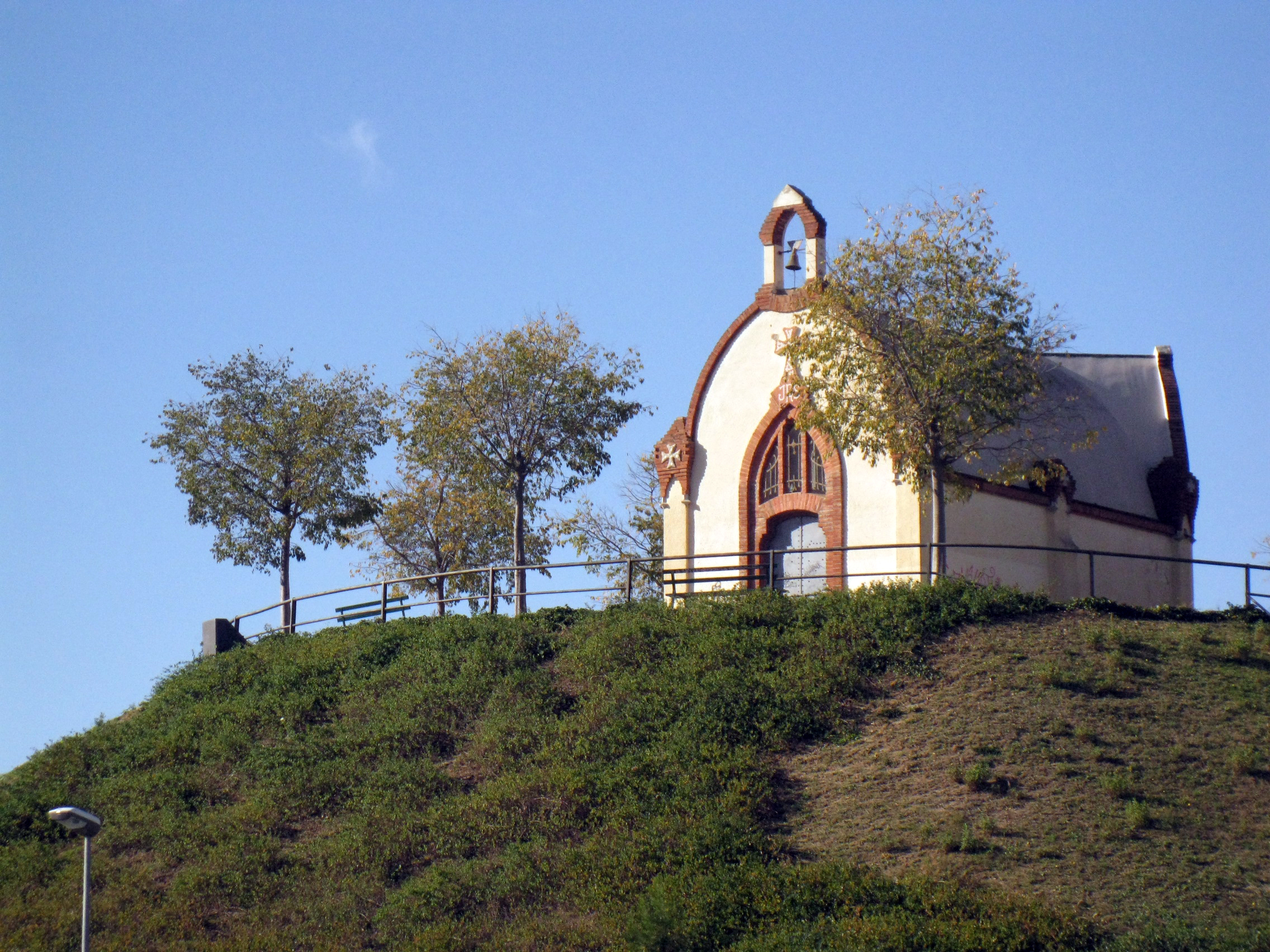
Ermita del Sagrat Cor